# Église de Depienne
L'église de Depienne, située dans la ville de Sminja en Tunisie, est une église catholique construite en 1923 pendant le protectorat français. Cédée au gouvernement tunisien en 1964, elle est reconvertie en maison d'habitation avant d'être détruite.

## Historique de l'église
La construction d'une gare sur la voie ferrée entre Tunis et Zaghouan est à l'origine de la création du centre de colonisation de Sminja. La position est stratégique puisqu'elle est le point de départ de l'embranchement ferroviaire vers les mines de l'intérieur du pays.
C'est sans doute en mémoire de Pierre-Marie Depienne décédé en 1905 que le village est rebaptisé, même si l'ancien nom est toujours fréquemment utilisé. Pierre-Marie Depienne avait été directeur des finances de Tunisie de 1884 à 1891 après avoir présidé entre 1879 et 1884 la Commission financière internationale chargée de gérer la dette de la régence de Tunis.
L'absence d'un lieu de culte permanent est durement ressentie par la population très croyante de Depienne, puisqu'en 1906 on y compte 81 Français et 137 Italiens. En 1921, l'archevêché de Carthage demande à l'architecte Louis Queyrel de dessiner les plans d'une église. Celui-ci avait déjà conçu les églises de Hammamet, Kairouan, La Pêcherie et l'église Sainte-Jeanne-d'Arc de Tunis. Le projet qu'il présente en janvier est révisé à plusieurs reprises jusqu'au mois de mars. Le chantier est finalement lancé et la petite église de Depienne est inaugurée le 10 septembre 1923 devant les quarante fidèles qui parviennent à y prendre place.

## Bâtiment après l'indépendance
L'indépendance du pays provoque le départ de nombreux Européens vers la France et l'Italie mais la région, essentiellement agricole, est moins touchée que les grandes villes par le départ des fonctionnaires. La nationalisation des terres européennes le 12 mai 1964 change tout. Les colons français comme italiens sont expulsés de leur maison et n'ont d'autre choix que de quitter la région. Le modus vivendi signé entre le gouvernement tunisien et le Vatican le 10 juillet 1964 prend acte de cette disparition de la communauté chrétienne de Tunisie. La quasi-totalité des églises sont cédées au gouvernement tunisien avec l'assurance qu'elles ne seront utilisées qu'à des fins d'intérêt public compatibles avec leur ancienne destination. Propriété privée du centre de colonisation, l'église de Depienne n'est pas mentionnée car elle a déjà été confisquée par le biais de la loi du 12 mai.
Deux familles se partagent les restes du bâtiment sans que rien rappelle sa fonction première, avant sa destruction totale.